# Ваккер, Евгений Владимирович
Евгений Владимирович Ваккер (род. 18 апреля 1974, Фрунзе) — киргизский шоссейный велогонщик.

## Карьера
Евгений Ваккер начал карьеру велогонщика в возрасте 15-16 лет, придя в велоспорт из футбола по приглашению тренера Сергея Вокуна, в клуб «Буревестник». Успел стать мастером спорта СССР на велотреке в 1991 году. В спортивном интернате (Республиканское училище олимпийского резерва имени Ш. Сыдыкова) под руководством Эркена Акрамова, брата известного хирурга Эрнста Акрамова, вошёл в состав юношеской сборной СССР и сборной Кыргызстана по трековому велоспорту. На шоссе тренировался у Николая Куркова.
Выступая на треке завоевал две медали на Летних Азиатских играх (1994 и 1998 годов) и одну на Чемпионате Азии (1995) все в индивидуальной гонке преследования. В 1996 году выступил на Олимпийских играх в Атланте на треке в гонке по очкам. После долгого перерыва выступления на треке в  2008 стал победителем открытого Чемпионата Ирана на треке, в а 2009 году Кубка Азии на треке.
С 1999 начал выступал на шоссе. За время шоссейной карьеры. Принял участие ещё на двух Олимпиадах — 2000 (Сидней) и 2004 (Афины) годов. Пять раз участвовал на Летних Азиатских играх — 2002, 2006, 2010 (через три недели после операции), 2014 и 2018, завоевав на каждых Играх серебряную медаль в индивидуальной гонке. С 2007 по 2014 ежегодно поднимался на подиум Чемпионата Азии в индивидуальной гонке с раздельным стартом завоевав в общей сложности 8 (4+1+3) медалей.
Завоевал две медали на шоссейном Чемпионате мира "В" в индивидуальной гонке — золото в 2003 и бронзу в 2005 годах.
По 11 раз становился чемпионом Кыргызстана по шоссейному велоспорту как в групповой так и в индивидуальной гонках.
В 2015 году был награждён орденом «Манас» III степени за заслуги перед страной. Мастер спорта международного класса, заслуженный мастер спорта Кыргызской Республики.
2 марта 2017 на чемпионате Азии сдал положительный допинг-тест на мельдоний в результат чего с 13 апреля 2017 года был временно отстранён UCI от соревнований на 15 месяцев (ретроспективно с 8 ноября 2016 по 7 февраля 2018).
По окончании сезона 2019 года после 25 лет спортивной карьеры объявил о её завершении.
Проживает с женой и детьми (два сына и дочь) в Германии.

## Достижения

### Трек
1994
 Летние Азиатские игры — индивидуальная гонка преследования
1995
 Чемпион Азии — индивидуальная гонка преследования
1996
16-й на Летние Олимпийские игры — гонка по очкам
1998
 Летние Азиатские игры — индивидуальная гонка преследования
8-й на Летние Азиатские игры — гонка по очкам
DNF на Летние Азиатские игры — командная гонка преследования
2008
 Кубок Ирана — индивидуальная гонка преследования
 Кубок Ирана — командная гонка преследования
 Кубок Ирана — гонка по очкам
2009
13-й на Этап Кубка мира в Копенгагене — индивидуальная гонка преследования
26-й на Этап Кубка мира в Копенгагене — гит на 1 км
 Кубок Азии — индивидуальная гонка преследования
6-й на Кубок Азии — гит на 1 км
6-й на Чемпионат Азии — индивидуальная гонка преследования

### Шоссе
1997
4-й на Тур Туниса
1999
12-й на Чемпионат мира — индивидуальная гонка
2000
17-й на Летние Олимпийские игры — индивидуальная гонка
DNF на Летние Олимпийские игры — групповая гонка
Херальд Сан Тур
2001
По следам Гродов Пястовских
1-й этап (TTT) Тур Боса
4-й этап на l'Inter. Course 4 Asy Fiata Autopoland
12-й этап (TTT) на Херальд Сан Тур
3-й на Мельбурн — Варрнамбул Классик
2002
Велогонка Мира — командная классификация
 Чемпион Кыргызстана — групповая гонка
 Чемпион Кыргызстана — индивидуальная гонка
 Летние Азиатские игры — индивидуальная гонка
4-й на Летние Азиатские игры — групповая гонка
24-й на Чемпионат мира — индивидуальная гонка
2003
 Чемпион мира "В" — индивидуальная гонка
 Чемпион Кыргызстана — групповая гонка
 Чемпион Кыргызстана — индивидуальная гонка
3-й на Дуо Норман (в паре с Артёмом Бочкарёвым)
11-й на Чемпионат мира — индивидуальная гонка
2004
23-й на Летние Олимпийские игры — индивидуальная гонка
DNF на Летние Олимпийские игры — групповая гонка
 Чемпион Кыргызстана — групповая гонка
 Чемпион Кыргызстана — индивидуальная гонка
9-й на Тур Мазовии
2005
9-й на Тур Китая
2006
 Летние Азиатские игры — индивидуальная гонка
DNF на Летние Азиатские игры — групповая гонка
2007
 Чемпионат мира "В" — индивидуальная гонка
30-й на Чемпионат мира "В" — групповая гонка
 Чемпион Азии — индивидуальная гонка
10-й на Чемпионат Азии — групповая гонка
 Чемпион Кыргызстана — групповая гонка
 Чемпион Кыргызстана — индивидуальная гонка
 Чемпион Турции — индивидуальная гонка
4-й этап на Тур Турции
3-й на Тур Кермана
37-й на Чемпионат мира — индивидуальная гонка
2008
 Чемпион Азии — индивидуальная гонка
DNF на Чемпионат Азии — групповая гонка
 Чемпион Кыргызстана — групповая гонка
 Чемпион Кыргызстана — индивидуальная гонка
4-й на Мемориал Давиде Фарделли (ITT)
23-й на Чемпионат мира — индивидуальная гонка
0
2009
 Чемпион Кыргызстана — групповая гонка
 Чемпион Кыргызстана — индивидуальная гонка
4-й этап на Президентский тур Ирана
 Чемпионат Азии — индивидуальная гонка
29-й на Чемпионат мира — индивидуальная гонка
2010
 Чемпион Кыргызстана — групповая гонка
 Чемпион Кыргызстана — индивидуальная гонка
 Летние Азиатские игры — индивидуальная гонка
2-й на Мемориал Давиде Фарделли (ITT)
 Чемпионат Азии — индивидуальная гонка
4-й на Тур Восточной Явы
2011
 Чемпион Азии — индивидуальная гонка
50-й на Чемпионат Азии — групповая гонка
 Чемпион Кыргызстана — групповая гонка
 Чемпион Кыргызстана — индивидуальная гонка
31-й на Чемпионат мира — индивидуальная гонка
2012
 Чемпион Азии — индивидуальная гонка
41-й на Чемпионат Азии — групповая гонка
 Чемпион Кыргызстана — групповая гонка
 Чемпион Кыргызстана — индивидуальная гонка
5-й на Мемориал Давиде Фарделли (ITT)
48-й на Чемпионат мира — индивидуальная гонка
2013
 Чемпион Кыргызстана — групповая гонка
 Чемпион Кыргызстана — индивидуальная гонка
 Чемпионат Азии — индивидуальная гонка
2014
 Чемпион арабских клубов — индивидуальная гонка
 Чемпион арабских клубов — командная гонка (с Бадр Мирза, Юсиф Мирза и Ахмед Юсеф аль-Мансури)
 Чемпионат Азии — индивидуальная гонка
DNF на Чемпионат Азии — групповая гонка
 Летние Азиатские игры — индивидуальная гонка
2015
 Чемпион Кыргызстана — групповая гонка
 Чемпион Кыргызстана — индивидуальная гонка
Тур Зубараха
2-й в генеральной классификации
7-й в очковой классификации
3-й этап
4-й на Чемпионат Азии — индивидуальная гонка
9-й на Чемпионат Азии — групповая гонка
2016
5-й на Чемпионат Азии — индивидуальная гонка
DNF на Чемпионат Азии — групповая гонка
2017
4-й на Чемпионат Азии — индивидуальная гонка
DNF на Чемпионат Азии — групповая гонка
2018
11-й на Летние Азиатские игры — индивидуальная гонка